# Mos Eisley

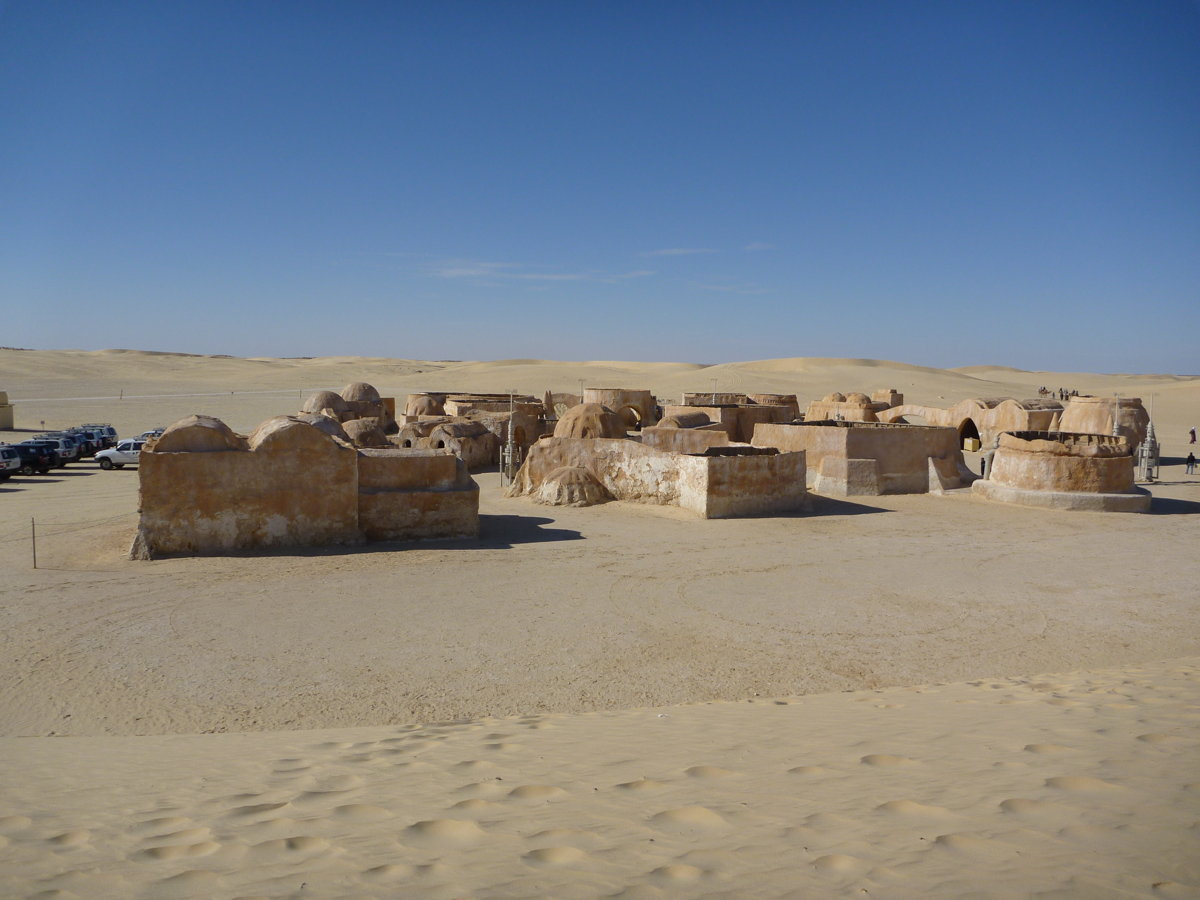
Set de rodaje de Mos Eisley en Túnez

Mos Eisley es una ciudad ficticia del planeta Tatooine, en el universo de Star Wars.
Es un puerto espacial muy utilizado por piratas, contrabandistas y criminales. El clima es muy caluroso y su aspecto es típico de su planeta: calles invadidas por la arena y construcciones preferentemente de piedra.
Los integrantes de la familia Skywalker (Anakin Skywalker y Shmi Skywalker) vivían en la ciudad contigua, Mos Espa como esclavos de Watto, un comerciante de piezas mecánicas.
Obi-Wan Kenobi y Luke Skywalker viajaron hasta Mos Eisley para buscar un piloto que los llevase hasta el planeta Alderaan. En una cantina hallaron a Han Solo y a su co-piloto Chewbacca, a quienes contrataron, empezando una serie de aventuras sirviendo a la Alianza Rebelde.
En Star Wars: Episodio I, Qui-Gon Jinn, acompañado de un aún joven Obi-Wan Kenobi, visitan la ciudad contigua a este puerto espacial en busca de piezas para su nave, fue allí donde entraron en contacto con Anakin Skywalker, y tras una serie de tortuosos sucesos encadenaron de nuevo su viaje, con un integrante más.
- Datos: Q946074
- Multimedia: Mos Eisley / Q946074